# Церковь Святого Хрисогона (Задар)
Церковь Святого Хрисогона (хорв. Crkva sv. Krševana u Zadru) — римско-католический храм в городе Задар, Хорватия, один из наиболее значительных памятников романской архитектуры на Далматинском побережье. Посвящён святому Хрисогону Аквилейскому, небесному покровителю Задара, изображённому на городском гербе.
Первый христианский храм на этом месте восходит ещё к VI веку, он был посвящён святому Антонию Пустыннику. Нынешняя романская церковь возводилась в XII веке, в 1175 году её освятил Лампридий, архиепископ Задара. В 1387 году здесь была тайно похоронена королева Елизавета Боснийская, убитая в Новиградском замке; её останки покоились здесь три года, пока не были перезахоронены в Секешфехерваре. В 1485 году при церкви Святого Хрисогона стали строить колокольню, но через 60 лет бросили, так и не закончив.
Постройки бенедиктинского монастыря дошли до нашего времени в руинах. В средние века важную роль в культуре Далмации играл монастырский скрипторий, где переписывались книги и нотные записи, записывались важные исторические документы. С 1804 года в монастырских зданиях располагались образовательные учреждения — австрийская гимназия, французский лицей, итальянская средняя школа. Существенно перестроенный в XIX веке, монастырь был окончательно разрушен англо-американскими бомбардировками второй мировой войны и более не восстанавливался.
Церковь Святого Хрисогона сложена из местного камня, имея форму трёхнефной базилики. Главный фасад украшен аркатурным фризом с двойными колоннами и нишами, увенчан треугольным фронтоном. Небольшие узкие окна храма напоминают бойницы. С алтарной стороны объём здания завершается тремя полукруглыми абсидами. Центральная абсида также имеет аркатурный пояс из стройных колонн с кубическими капителями.
В интерьере церкви особенно ценен барочный алтарь 1701 года, созданный венецианским скульптором Альвисе Тальяпьетро. Он возведён здесь по обету горожан во избавление от чумы в 1632 году. На беломраморном алтаре статуи четырёх небесных покровителей Задара — святого Хрисогона, святого Симеона Богоприимца, святой Анастасии Узорешительницы и святого Зоила. На оборотной стороне алтаря — рельеф Богородицы с младенцем. На северной стене нефа сохранились остатки романских фресок.